# Желатин (арт-группа)
Gelitin — группа австрийских художников, до 2005 известная под названием Gelatin.
Четыре австрийца познакомились в 1978 в летнем лагере, совместные выставки и художественные акции проводят с 1993. В группу входят Вольфганг Гантер, Али Янка, Тобиас Урбан и Флориан Райтер.
Первые успехи группы на международной художественной арене относятся к 1997, когда их проекты начали показываться не только в Австрии, но и в различных галереях Нью-Йорка. Знаком широкого признания стало приглашение группы на Венецианскую биеннале 2001.

## Члены группы
- Али Янка (нем. Ali Janka, род. 1971). Образование: University of Applied Arts, Вена (1990—1997)
- Флориан Райтер (нем. Florian Reither, род. 1967). Образование: Технический университет, Вена (1988—1997)
- Тобиас Урбан (нем. Tobias Urban, род. 1967). Образование: University of Applied Arts, Вена (1987—1993)
- Вольфганг Гантер (нем. Wolfgang Ganter, род. 1970). Образование: Университет Вены, Вена (1988)

## Творчество
С 1993 группа художников создаёт провокационные интерактивные проекты. Их работы часто созданы из повседневных обычных материалов.
К наиболее известным проектам, реализованным группой Gelitin, относятся:
- Акция «The B-Thing» во Всемирном торговом центре (2000): участники группы выставили окно на 91-м этаже небоскрёба[5] и вставили на его место самодельный балкон, с которого позировали фотокорреспондентам, подлетавшим к зданию на вертолёте.
- Акция «Zapf de Pipi» на Московской биеннале современного искусства (2005): в Музее Ленина около Красной площади был сооружён небольшой деревянный туалет деревенского типа, в котором посетителям выставки предлагалось помочиться, — моча прямо из туалета попадала на улицу (где стояли беспрецедентные февральские морозы) и застывала причудливым сталактитом, который и являлся финальным произведением.
- Акция «Заяц» на холме Коллетто-Фава в северном Пьемонте (2005): на вершину холма положен 60-метровый заяц, с виду весьма похожий на плюшевую игрушку.

Другие проекты группы носят не менее провокационный характер.